# Засічне (Нижньоломовський район)
Засі́чне (рос. Засечное) — село у складі Нижньоломовського району Пензенської області, Росія.
Населення — 118 осіб (2010; 160 у 2002).
Національний склад станом на 2002 рік:
- росіяни — 97 %